# Zi de instrucție
Zi de instrucție (eng: Training Day) este un film american din 2001 regizat de Antoine Fuqua, scris de David Ayer, care îi are în rolurile principale pe Denzel Washington, care a primit Premiul Oscar pentru cel mai bun actor pentru interpretarea sa, respectiv Ethan Hawke, care a fost nominalizat la Oscar pentru cel mai bun actor în rol secundar.

## Distribuție
- Denzel Washington: Detective Sergeant Alonzo Harris
- Ethan Hawke: Officer Jake Hoyt
- Scott Glenn: Roger
- Eva Mendes: Sara
- Cliff Curtis: Smiley
- Raymond Cruz: Sniper
- Noel Gugliemi: Moreno
- Dr. Dre: Paul
- Peter Greene: Jeff
- Nick Chinlund: Tim
- Jaime P. Gomez: Mark
- Snoop Dogg: Blue
- Macy Gray: Sandman's wife
- Charlotte Ayanna: Lisa Hoyt
- Harris Yulin: Detective Doug Rosselli
- Tom Berenger: Stan Gursky
- Raymond J. Barry: Captain Lou Jacobs
- Samantha Esteban: Letty
- Seidy López: Dreamer
- Rudy Perez: PeeWee
- Cle Shaheed Sloan: Bone
- Abel Soto: Neto
- Denzel Whitaker: Dimitri
- Fran Kranz: College Driver
- Terry Crews: Pigeon Flipper